# 齐尔特海姆

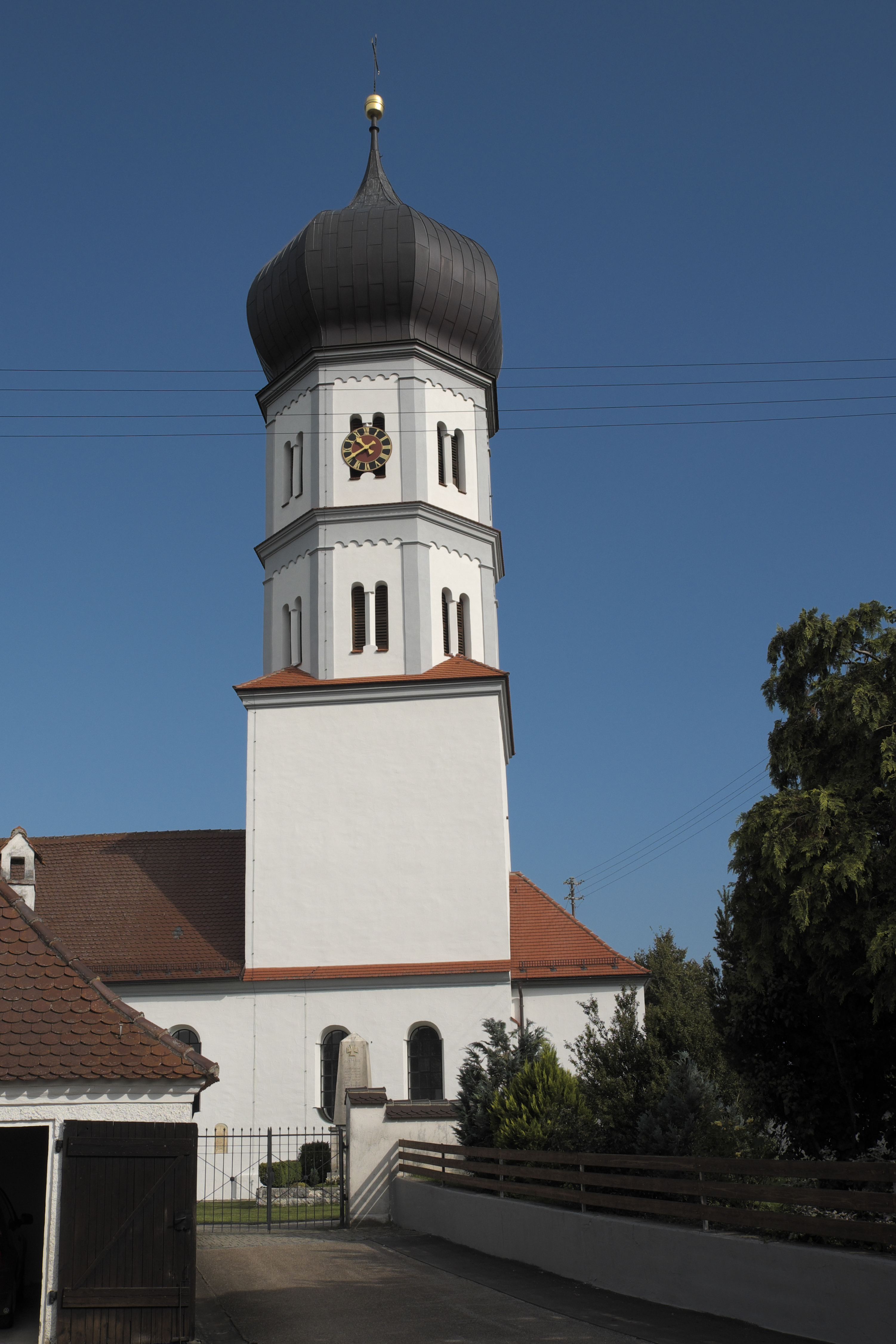
圣维罗妮卡天主教教区教堂钟楼

齐尔特海姆是德国巴伐利亚州的一个市镇。总面积20.82平方公里，总人口999人，其中男性498人，女性501人（2011年12月31日），人口密度48人/平方公里。